# Lasiocala pygidialis
Lasiocala pygidialis är en skalbaggsart som beskrevs av Ohaus 1910. Lasiocala pygidialis ingår i släktet Lasiocala och familjen Rutelidae. Inga underarter finns listade i Catalogue of Life.